# Glenrio
Glenrio est une localité qui se situe à la frontière entre le Texas et le Nouveau-Mexique, à la fois dans le comté de Deaf Smith et dans le comté de Quay. La population y était de 5 habitants en 2000.
C'est une ville fantôme qui se situe sur la Route 66, inscrite sur le Registre national des lieux historiques.

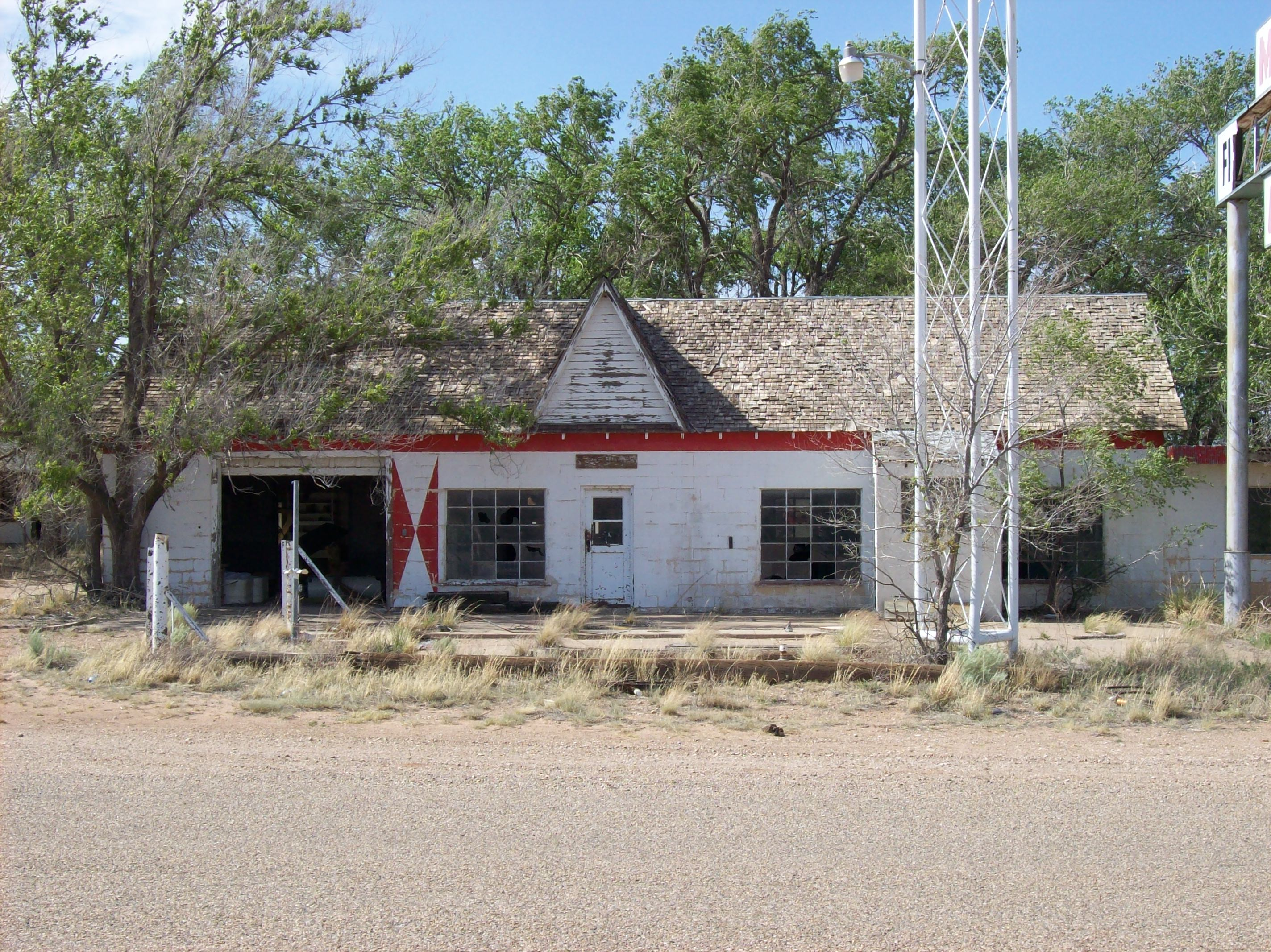
Le Motel de Glenrio